# اول، آسیب نرسان
اول، آسیب نرسان Primum non nocere (Classical Latin: [ˈpri:mũ: no:n nɔˈke:rɛ]) یک عبارت لاتین است که به معنای " اول، آسیب نرسان " است. این عبارت گاهی اوقات به عنوان primum nil nocere ثبت می‌شود.
عدم سوء استفاده یا عدم ایجاد آسیب و زیان، که از این اصل مشتق شده‌است، یکی از احکام اصلی اخلاق زیستی است که به همه دانشجویان در مراقبت‌های بهداشتی در دوران تحصیلات دانشگاهی آموزش داده می‌شود و یک اصل اساسی در سراسر جهان است. راه دیگری برای بیان آن این است که «با توجه به یک مشکل موجود، ممکن است بهتر باشد حتی کاری انجام ندهیم، تا اینکه خطر ایجاد زیان و آسیب بیشتر از مشکل موجود را داشته باشیم.» این به کارکنان خدمات مراقبت‌های بهداشتی یادآوری می‌کند که آسیب‌های احتمالی را که هر مداخله ای ممکن است ایجاد کند در نظر بگیرند. هنگام بحث در مورد استفاده از مداخله ای که خطر آشکار آسیب را به همراه دارد، اما شانس کمتری برای منفعت دارد، از آن استفاده می‌شود.
در انتخاب شیوه درمان، مداوا و معالجه، نخست باید به منظور اطمینان از سلامت و تندرستی بیمار،  نتیجه مطلوب برای بیمار و در نظر گرفتن منافع فردی او، از عدم ایجاد ضرر، زیان و آسیب به دلیل شیوه درمان انتخاب شده، اطمینان یافت.
مفهوم کلی این عبارت یا شعار اساسی، ریشه در سوگندنامه بقراط دارد.